# فيولا ألين
فيولا ألين (27 أكتوبر 1867 - 9 مايو 1948) (بالإنجليزية: Viola Allen)‏ هي ممثلة أفلام صامتة أمريكية، ولدت بمدينة هنتسفيل (ألاباما). أدت أدوار مختلفة في مسرحيات لشكسبير.

## أعمالها

### أفلام
- ميزان العدل (1914)[3]
- الأخت البيضاء (1915)
- افتح عينيك (1919)[4]

## روابط خارجية
- صفحة فيولا ألين IMDb
- صفحة فيولا ألين ALLMovie